# Wassili Wassiljewitsch Golizyn

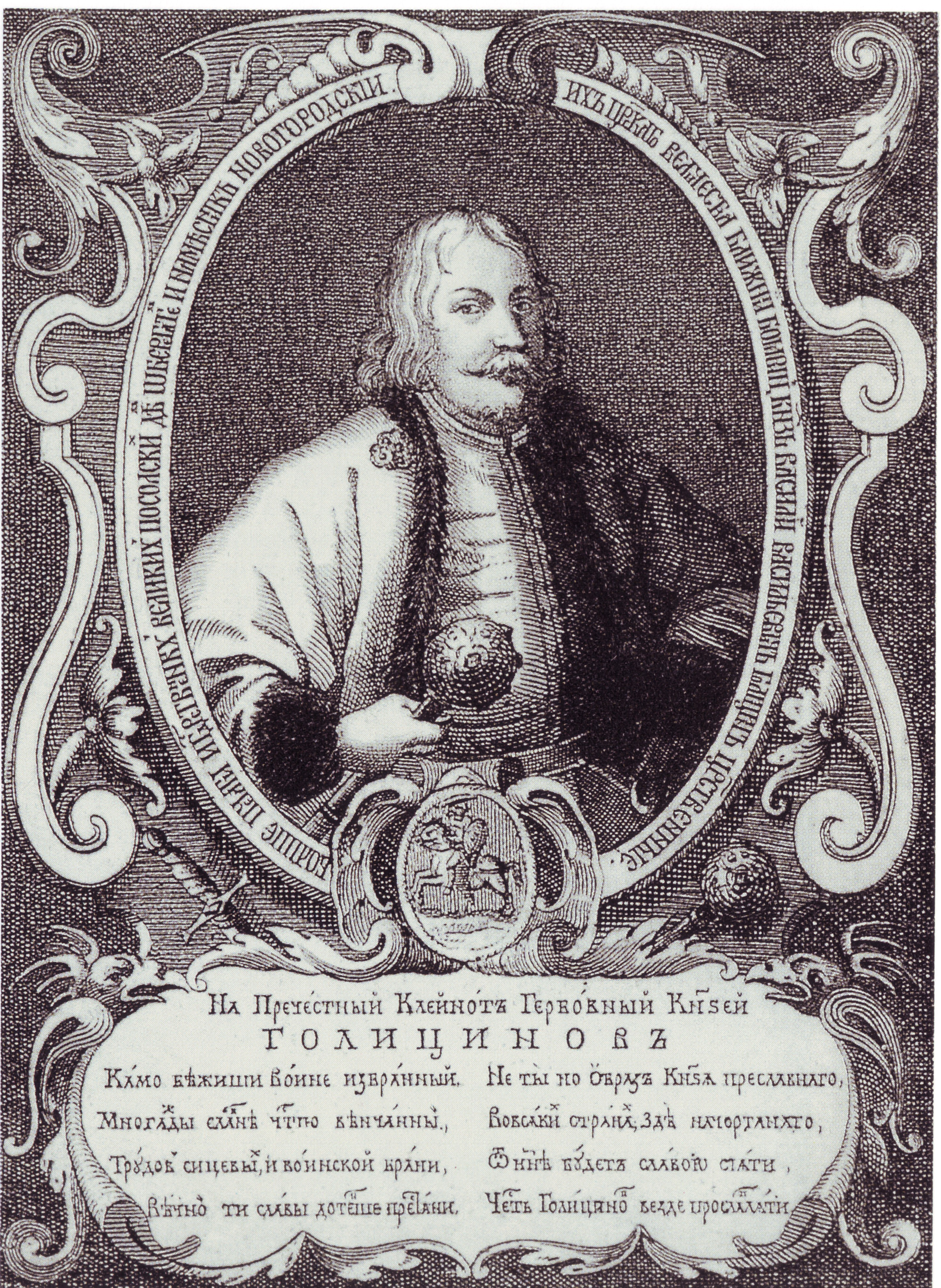
Wassili Wassiljewitsch Golizyn

Wassili Wassiljewitsch Golizyn (russisch Василий Васильевич Голицын; * um 1644 in Moskau; † 21. April 1714 in Pinega) war ein führender Politiker Russlands und Geliebter der Zarin Sofia.

## Biographie
Wassili Golizyn entstammte der einflussreichen russischen Adelsfamilie Golizyn. Er war ein Sohn des Fürsten Wassili Andrejewitsch Golizyn (1618–1652) und dessen Gemahlin Fürstin Tatjana Iwanowna Romodanowskaja.
Seit 1676 Bojar, lernte er vermutlich 1682 am Sterbebett Fjodors III. dessen Schwester Sofia kennen, die zu dessen Pflege aus dem Kloster geholt worden war. In der Folgezeit wurde Golizyn ihr Geliebter. Nachdem Sofia die Macht an sich gerissen hatte, stieg der reiche und kultivierte Golizyn in das Amt des Gesandtschaftsprikas auf. Während der Strelitzenunruhen 1682 begleitete er die Zarin nach Kolomenskoje, Worobjowo, Pawlowskoje, Kliabowo und Wosdwischenskoje und unterstützte sie bei der Konsolidierung ihrer Macht, wobei er sich als fähiger Politiker erwies. Er bewohnte ein prächtig ausgestattetes Haus und empfing ausländische Diplomaten. Seine Frau, die Gräfin Hamilton, befand sich zu dieser Zeit im Kloster.
1684 schloss Golizyn den Bündnisvertrag mit Polen und Österreich, durch den Russland Gebiete erhielt. Obwohl er sich weigerte, wurde ihm von der Zarin der Oberbefehl im kommenden Türkenkrieg übertragen. Beraten von Patrick Gordon setzte sich eine Armee unter seinem Befehl aus der Ukraine in Marsch. Sie zog sich allerdings, nachdem die Tataren die Steppe angezündet hatten, nach Russland zurück. Trotz der Niederlage des Krimfeldzugs wurde Golizyn von der Zarin mit 1500 Bauern belohnt. Als Sündenbock für die Niederlage wurde der Saporogenhetman Iwan Samojlowytsch des Verrats bezichtigt und verbannt. Ein weiterer Feldzug gegen die Türken 1689 unter dem Oberbefehl Golizyns scheiterte vor Perekop, da er sich auf Verhandlungen mit dem Feind einließ, die ergebnislos verliefen. Trotz ihrer Affäre mit Schaklowityj belohnte Sofia ihn wieder reichlich.
1686 war Golizyn der Verhandlungsführer beim Ewigen Frieden zwischen Polen-Litauen und Russland. 
Im Streit zwischen Peter und Sofia hinterbrachte sein Vetter Boris dem Zaren die Nachricht, dass Sofia ihn beseitigen wolle. Peter weigerte sich nach einem weiteren Konflikt, Wassili zu empfangen. Nach dem Übergang eines Großteils der russischen Truppen zu Peter und der Absetzung Sofias wurde Golizyn, wohl dank seines Vetters Boris, bloß verbannt und nicht hingerichtet. Seine Pläne, die die Verbesserung der Verwaltung, eine Sanierung der Finanzen und eine Reorganisation des Schul- und Militärwesens vorsahen, konnte er nicht verwirklichen.

## Nachkommen
Der Fürst war zweimal verheiratet. Zuerst mit Fürstin Feodosia Wassiljewna Dolgorukaja, dann in zweiter Ehe mit Eudoxia Iwanowna Streschnewa. Er hatte folgende Kinder aus zweiter Ehe:
- Alexei (1665–1740) ⚭ Maria Kwaschnina
- Irina (1671–1701) ⚭ Fürst Juri Odojewski (1672–1722)
- Eudoxia (* 1676) ⚭ Boris Zmejew
- Michael (* 1689; † vor 1726) ⚭ Tatjana Nejelowa

## Golizyn in der Literatur
In Tolstois Peter der Große tritt Wassili Golizyn im ersten Band als Geliebter von Sofia auf. Er wird dort unter anderem als verweiblicht und zu Kriegstaten unfähig dargestellt.